# Arrondissement de Leeuwarden
L'arrondissement de Leeuwarden est une ancienne subdivision administrative française du département de la Frise créée le 1er janvier 1811 et supprimée le 11 avril 1814.

## Composition
Il comprenait les cantons de Bergum, Buitenpost, Dokkum, Dronrijp, Franeker, Hallum (Ferwerderadiel), Harlingen, Holwerd et Leeuwarden.